# Amphistomus squalidus
Amphistomus squalidus là một loài bọ cánh cứng trong họ Bọ hung (Scarabaeidae).